# Balkanatolia
Balkanatolia é um continente submerso encravado entre a Europa, África e Ásia, existindo há 50 milhões de anos e foi o lar de uma fauna única. Da Balkanatolia hoje em dia resta uma série de ilhas entre os Balcãs modernos e a Anatólia. O continente foi colonizado há 40 milhões de anos por mamíferos asiáticos como resultado de mudanças geográficas que ainda não foram totalmente compreendidas.

## Fauna
A região deve ter formado uma única massa de terra, separada dos continentes vizinhos. A fauna permaneceu distinta daquela da Europa ocidental até o Grande Coupure, quando a glaciação antártica começou, o nível do mar baixou e a migração terrestre tornou-se possível; a fauna endêmica da Europa Ocidental desapareceu e foi amplamente substituída por formas asiáticas.